# Witstaartleeuwerik
De witstaartleeuwerik (Mirafra albicauda) is een zangvogel uit de familie Alaudidae (leeuweriken).

## Kenmerken
De soort heeft een gemiddelde lengte van 13 centimeter en een gewicht tussen de 20 en 25 gram.

## Leefwijze
Het voedsel van de vogels bestaat uit insecten (voornamelijke veldsprinkhanen) en plantaardig voedsel.

## Verspreiding en leefgebied
De soort komt voor in Congo-Kinshasa, Ethiopië, Kenia, Oeganda, Soedan, Tanzania en Tsjaad. Het wereldwijde verspreidingsgebied van de witstaartleeuwerik beslaat een oppervlakte van ongeveer 430.000 km². De habitat van de soort bestaat uit tropische en subtropische laagland graslanden, die in het regenseizoen nat zijn of onder water staan.

## Status
De grootte van de populatie is niet gekwantificeerd maar de soort wordt omschreven als doorgaans schaars maar in oostelijk Afrika soms algemeen. Op de Rode lijst van de IUCN heeft deze soort de status niet bedreigd.